# Natação no Campeonato Europeu de Esportes Aquáticos de 2018 - 100 m borboleta masculino
A prova dos 100 metros borboleta masculino da natação no Campeonato Europeu de Esportes Aquáticos de 2018 ocorreu nos dias 8 e 9 de agosto no Tollcross International Swimming Centre, em Glasgow no Reino Unido. 

## Calendário
| Fase          | Data        | Hora  |
| ------------- | ----------- | ----- |
| Eliminatórias | 8 de agosto | 09:35 |
| Semifinal     | 8 de agosto | 17:17 |
| Final         | 9 de agosto | 17:00 |

Todos os horários estão no horário local (UTC+0)

## Recordes
Antes desta competição, os recordes eram os seguintes:
|                       | Nadador        | Tempo | Local   | Data                |
| --------------------- | -------------- | ----- | ------- | ------------------- |
| Recorde mundial       | Michael Phelps | 49.82 | Roma    | 1 de agosto de 2009 |
| Recorde europeu       | Milorad Čavić  | 49.95 | Roma    | 1 de agosto de 2009 |
| Recorde do campeonato | László Cseh    | 50.86 | Londres | 21 de maio de 2016  |

Os seguintes novos recordes foram estabelecidos durante esta competição. 
| Data        | Prova | Nadador     | Nacionalidade | Tempo | Recordes              |
| ----------- | ----- | ----------- | ------------- | ----- | --------------------- |
| 9 de agosto | Final | Piero Codia | Itália        | 50.64 | Recorde do campeonato |

## Medalhistas
| Ouro              | Prata               | Bronze          |
| Piero Codia (ITA) | Mehdy Metella (FRA) | James Guy (GBR) |

## Resultados

### Eliminatórias
Esses foram os resultados das eliminatórias. 
| Pos. | Bateria | Raia | Nadador              | Nacionalidade | Tempo   | Notas |
| ---- | ------- | ---- | -------------------- | ------------- | ------- | ----- |
| 1    | 6       | 5    | Piero Codia          | Itália        | 51.59   | Q     |
| 2    | 6       | 4    | James Guy            | Reino Unido   | 51.75   | Q     |
| 3    | 7       | 3    | Konrad Czerniak      | Polónia       | 51.84   | Q     |
| 4    | 5       | 4    | László Cseh          | Hungria       | 51.92   | Q     |
| 5    | 7       | 4    | Kristóf Milák        | Hungria       | 52.04   | Q     |
| 6    | 5       | 5    | Egor Kuimov          | Rússia        | 52.16   | Q     |
| 7    | 7       | 5    | Mehdy Metella        | França        | 52.32   | Q     |
| 8    | 5       | 6    | Yauhen Tsurkin       | Bielorrússia  | 52.42   | Q     |
| 9    | 6       | 7    | Mathys Goosen        | Países Baixos | 52.48   | Q     |
| 10   | 6       | 2    | Marius Kusch         | Alemanha      | 52.51   | Q     |
| 11   | 7       | 6    | Aleksandr Sadovnikov | Rússia        | 52.53   | Q     |
| 12   | 7       | 7    | Joeri Verlinden      | Países Baixos | 52.68   | Q     |
| 13   | 5       | 2    | Matteo Rivolta       | Itália        | 52.69   | Q     |
| 14   | 4       | 6    | Liubomyr Lemeshko    | Ucrânia       | 52.71   | Q     |
| 15   | 5       | 3    | Philip Heintz        | Alemanha      | 52.76   | Q     |
| 16   | 6       | 3    | Jan Świtkowski       | Polónia       | 52.83   | Q     |
| 17   | 5       | 1    | Viktor Bromer        | Dinamarca     | 52.87   |       |
| 18   | 4       | 5    | Andreas Vazaios      | Grécia        | 52.89   |       |
| 19   | 6       | 6    | Federico Burdisso    | Itália        | 52.90   |       |
| 20   | 7       | 1    | Kaan Türker Ayar     | Turquia       | 53.00   |       |
| 21   | 4       | 2    | Jacob Peters         | Reino Unido   | 53.02   |       |
| 22   | 4       | 4    | Deividas Margevičius | Lituânia      | 53.15   |       |
| 23   | 6       | 1    | Ümitcan Güreş        | Turquia       | 53.21   |       |
| 24   | 7       | 2    | Andriy Khloptsov     | Ucrânia       | 53.22   |       |
| 25   | 5       | 8    | Brendan Hyland       | Irlanda       | 53.37   |       |
| 25   | 4       | 3    | Noè Ponti            | Suíça         | 53.37   |       |
| 27   | 7       | 9    | Louis Croenen        | Bélgica       | 53.39   |       |
| 28   | 5       | 9    | Kregor Zirk          | Estónia       | 53.46   |       |
| 29   | 6       | 9    | Danas Rapšys         | Lituânia      | 53.57   |       |
| 30   | 3       | 8    | Daniel Zaitsev       | Estónia       | 53.61   |       |
| 31   | 4       | 7    | Simon Sjödin         | Suécia        | 53.64   |       |
| 32   | 6       | 8    | Pierre Henry         | França        | 53.68   |       |
| 33   | 4       | 8    | Nans Roch            | França        | 53.71   |       |
| 34   | 5       | 7    | Michal Chudy         | Polónia       | 53.81   |       |
| 35   | 3       | 6    | Diogo Carvalho       | Portugal      | 53.83   |       |
| 35   | 7       | 8    | Ramon Klenz          | Alemanha      | 53.83   |       |
| 37   | 6       | 0    | Antani Ivanov        | Bulgária      | 53.86   |       |
| 38   | 7       | 0    | Jan Šefl             | Chéquia       | 53.98   |       |
| 39   | 2       | 8    | Gabriel Lópes        | Portugal      | 54.16   |       |
| 40   | 5       | 0    | Marcus Schlesinger   | Israel        | 54.19   |       |
| 41   | 4       | 1    | Riku Poeytaekivi     | Finlândia     | 54.20   |       |
| 42   | 4       | 0    | Petr Novák           | Chéquia       | 54.39   |       |
| 43   | 2       | 2    | Nikita Korolev       | Rússia        | 54.46   |       |
| 43   | 3       | 5    | Niko Mäkelä          | Finlândia     | 54.46   |       |
| 45   | 3       | 3    | Bence Biczó          | Hungria       | 54.53   |       |
| 46   | 2       | 5    | Cevin Siim           | Estónia       | 54.71   |       |
| 47   | 2       | 3    | Ádám Halás           | Eslováquia    | 54.79   |       |
| 48   | 3       | 4    | Berk Özkul           | Turquia       | 54.85   |       |
| 49   | 2       | 6    | Xaver Gschwentner    | Áustria       | 54.95   |       |
| 50   | 2       | 4    | İlker Altınbilek     | Turquia       | 55.01   |       |
| 51   | 3       | 2    | Sergey Kuznetsov     | Finlândia     | 55.19   |       |
| 52   | 2       | 7    | Paul Espernberger    | Áustria       | 55.37   |       |
| 53   | 2       | 1    | Filip Zelić          | Croácia       | 55.41   |       |
| 54   | 3       | 7    | Simon Bucher         | Áustria       | 55.42   |       |
| 55   | 3       | 0    | Armin Lelle          | Estónia       | 55.73   |       |
| 56   | 2       | 0    | Teimuraz Kobakhidze  | Geórgia       | 56.01   |       |
| 57   | 3       | 1    | Julien Henx          | Luxemburgo    | 58.16   |       |
| 58   | 1       | 3    | Ruben Gharibyan      | Armênia       | 1:02.02 |       |
| 59   | 1       | 4    | Dijon Kadriju        | Kosovo        | 1:02.55 |       |
| 60   | 1       | 5    | Teemu Vuorela        | Finlândia     | DNS     | DNS   |
| 60   | 3       | 9    | Markus Lie           | Noruega       | DNS     | DNS   |

### Semifinal
Esses foram os resultados das semifinais. 
Semifinal 1
| Pos. | Raia | Nadador           | Nacionalidade | Tempo | Notas |
| ---- | ---- | ----------------- | ------------- | ----- | ----- |
| 1    | 5    | László Cseh       | Hungria       | 51.65 | Q     |
| 2    | 4    | James Guy         | Reino Unido   | 51.78 | Q     |
| 3    | 3    | Egor Kuimov       | Rússia        | 51.95 | Q     |
| 4    | 7    | Joeri Verlinden   | Países Baixos | 52.16 |       |
| 5    | 6    | Yauhen Tsurkin    | Bielorrússia  | 52.21 |       |
| 6    | 2    | Marius Kusch      | Alemanha      | 52.23 |       |
| 7    | 1    | Liubomyr Lemeshko | Ucrânia       | 52.34 |       |
| 8    | 8    | Jan Świtkowski    | Polónia       | 53.23 |       |

Semifinal 2
| Pos. | Raia | Nadador              | Nacionalidade | Tempo | Notas |
| ---- | ---- | -------------------- | ------------- | ----- | ----- |
| 1    | 7    | Aleksandr Sadovnikov | Rússia        | 51.67 | Q     |
| 2    | 5    | Konrad Czerniak      | Polónia       | 51.74 | Q     |
| 3    | 3    | Kristóf Milák        | Hungria       | 51.76 | Q     |
| 4    | 6    | Mehdy Metella        | França        | 51.97 | Q     |
| 5    | 4    | Piero Codia          | Itália        | 52.02 | Q     |
| 6    | 8    | Philip Heintz        | Alemanha      | 52.41 |       |
| 7    | 2    | Mathys Goosen        | Países Baixos | 52.58 |       |
| 8    | 1    | Matteo Rivolta       | Itália        | 53.42 |       |

### Final
Esse foi o resultado da final. 
| Pos.              | Raia | Nadador              | Nacionalidade | Tempo | Notas                 |
| ----------------- | ---- | -------------------- | ------------- | ----- | --------------------- |
| Medalha de ouro   | 8    | Piero Codia          | Itália        | 50.64 | Recorde do campeonato |
| Medalha de prata  | 1    | Mehdy Metella        | França        | 51.24 |                       |
| Medalha de bronze | 2    | James Guy            | Reino Unido   | 51.42 |                       |
| 4                 | 6    | Kristóf Milák        | Hungria       | 51.51 |                       |
| 5                 | 7    | Egor Kuimov          | Rússia        | 51.65 |                       |
| 6                 | 3    | Konrad Czerniak      | Polónia       | 51.72 |                       |
| 7                 | 5    | Aleksandr Sadovnikov | Rússia        | 51.81 |                       |
| 8                 | 4    | László Cseh          | Hungria       | 51.84 |                       |

Legenda
| Recorde mundial       | Recorde mundial (World record)               |                       | Recorde africano                      | Recorde africano (African) |                                           | Q | Classificado por posição (Qualified) |
| Recorde do campeonato | Recorde do campeonato (Championship record)  | Recorde da América    | Recorde da América (Americas)         | q                          | Classificado por melhor tempo (Qualified) |   |                                      |
| Melhor marca do ano   | Melhor marca do ano (World leading)          | Recorde asiático      | Recorde asiático (Asian)              | DNS                        | Não largou (Did not start)                |   |                                      |
| Recorde nacional      | Recorde nacional (National record)           | Recorde europeu       | Recorde europeu (European)            | DNF                        | Não terminou (Did not finish)             |   |                                      |
| Recorde pessoal       | Recorde pessoal do atleta (Personal best)    | Recorde da Oceania    | Recorde da Oceania (Oceania)          | DSQ / DQ                   | Desclassificado (Disqualified)            |   |                                      |
| Recorde da temporada  | Recorde da temporada do atleta (Season best) | Recorde sul-americano | Recorde sul-americano (South America) | NM                         | Sem marca (No mark)                       |   |                                      |